# Mark Oldershaw
Mark Oldershaw (Burlington, 7 de febrero de 1983) es un deportista canadiense que compite en piragüismo en la modalidad de aguas tranquilas.
Participó en tres Juegos Olímpicos de Verano, entre los años 2008 y 2016, obteniendo una medalla de bronce en Londres 2012, en la prueba de C1 1000 m. En los Juegos Panamericanos de 2015 consiguió una medalla de plata.
Ganó dos medallas en el Campeonato Mundial de Piragüismo de 2013, en las pruebas de C1 5000 m y C1 4 × 200 m.

## Palmarés internacional
| Juegos Olímpicos     | Juegos Olímpicos      | Juegos Olímpicos  | Juegos Olímpicos |
| Año                  | Lugar                 | Medalla           | Competición      |
| -------------------- | --------------------- | ----------------- | ---------------- |
| 2012                 | Londres (Reino Unido) | Medalla de bronce | C1 1000 m        |
| Campeonato Mundial   |                       |                   |                  |
| Año                  | Lugar                 | Medalla           | Competición      |
| 2013                 | Duisburgo (Alemania)  | Medalla de bronce | C1 5000 m        |
| 2013                 | Duisburgo (Alemania)  | Medalla de bronce | C1 4 × 200 m     |
| Juegos Panamericanos |                       |                   |                  |
| Año                  | Lugar                 | Medalla           | Competición      |
| 2015                 | Toronto (Canadá)      | Medalla de plata  | C1 1000 m        |